# KFV-Platz an der Telegrafenkaserne
Der KFV-Platz an der Telegrafenkaserne (später KFV-Platz an der verlängerten Moltkestrasse, KFV-Platz an der Hertzstrasse), benannt nach der bis 1918 durch das Preußische Telegraphen-Bataillon Nr. 4 genutzten Telegrafenkaserne, war ein Fußballstadion in der baden-württembergischen Stadt Karlsruhe.

## Geschichte
1904 erhielt der Karlsruher FV von der Stadt ein 20.000 Quadratmeter großes Gelände „zur Herstellung eines Sportplatzes“. Die Eröffnung des Stadions erfolgte am 1. Oktober 1905 unter der Schirmherrschaft von Prinz Max von Baden. 2000 Zuschauer sahen den 8:0-Sieg des Karlsruher FV über den FC Zürich. Als provisorische Tribüne dienten anfangs Pritschenwagen eines Fuhrunternehmers. Ein Jahr später wurde eine Aschenbahn angelegt, bevor im Jahre 1908 ein Klubhaus und Tennisplätze hinzukamen.
Der Karlsruher FV gehörte bis zum Ausbruch des Ersten Weltkriegs zu den führenden deutschen Fußballvereinen. Er wurde 1910 deutscher Meister sowie 1905 und 1912 deutscher Vizemeister. Am 1. Mai 1910 sahen 8000 Zuschauer den 2:1-Sieg des Karlsruher FV im Halbfinalspiel um die deutsche Meisterschaft gegen Phönix Karlsruhe. Von diesem Spiel existiert die älteste erhaltene Filmaufnahme eines Fußballspiels in Deutschland. Wenige Wochen zuvor spielte am 4. April die deutsche Nationalmannschaft vor 7000 Zuschauern einen 1:0-Sieg gegen die Schweiz. Es war der erste Sieg der deutschen Nationalelf.
Im Zweiten Weltkrieg wurde der KFV-Platz zum Ziel zahlreicher Bombenangriffe, im Jahre 1944 völlig zerstört und bis zum 1. Februar 1946 von der United States Army beschlagnahmt. Ende der 1940er Jahre gab es Pläne, den KFV-Platz zu einem Großstadion für 30.000 bis 40.000 Zuschauer auszubauen. Doch die Stadt wollte lieber Wohnungen bauen. In Eigenregie baute der Verein das Stadion für 40.000 Zuschauer aus und übernahm sich dabei finanziell. Die Stadt erließ dem Verein 1948 und 1949 einen Teil der Platzmiete, so dass ein Konkurs vermieden werden konnte. Von 1945 bis 1947 spielte der Karlsruher FV in der seinerzeit erstklassigen Oberliga Süd und von 1952 bis 1957 in der zweitklassigen II. Division Süd.
Den Zuschauerrekord auf dem KFV-Platz stellten andere Vereine auf. Bei der deutschen Fußballmeisterschaft 1949 sahen am 19. Juni 1949 insgesamt 35.000 Zuschauer das Viertelfinal-Wiederholungsspiel zwischen Wormatia Worms und Kickers Offenbach, das die Kickers mit 2:0 gewinnen konnten. Der Karlsruher FV rutschte ins Amateurlager hinab und wurde im Oktober 2004 vom Badischen Fußballverband ausgeschlossen, weil der Verein die finanziellen Auflagen nicht einhalten konnte. Zwei Jahre später wurde das Stadion abgerissen. Auf dem südlichen Teil des Geländes steht heute ein Pflegeheim.